# 한국청소년단체협의회
한국청소년단체협의회(韓國靑少年團體協議會, The National Council of Youth Organizations in Korea, 약칭: 청협)는 1965년 12월 8일 대한민국 15개 민간 청소년단체들의 자발적인 협의체로 창설되었다. 청소년문제에 대한 공동연구와 정보교환 및 상호협력을 도모하고, 청소년 관련 행정부처와 유관 사회단체, 각급 학교, 그리고 세계의 청소년기구와 연계적인 협력체계를 구축하기 위해 청소년 및 지도자들을 위한 연합활동을 전개하였다. 서울특별시 강서구 금낭화로 234에 위치하고 있다.
1966년 8월 10일에는 세계청소년단체협의회에 가입에 하였으며, 1972년 8월 15일에는 아시아청소년단체협의회의 창설멤버로 가입하여 범국가적 연대를 통해 청소년운동을 확산·발전시키기 위한 노력을 모색해 왔다.
현재 청소년기본법 제40조에 근거하여 2005년 특수법인체제를 갖추고 대한민국 청소년 협의체의 역할 및 기능수행을 위한 활동을 추진해나가고 있다.

## 설립 근거
- 청소년기본법 제40조[1]

## 목적 사업
- 회원단체가 행하는 사업과 활동에 대한 협조·지원
- 청소년육성을 위한 홍보 및 실천운동
- 우수 청소년단체, 모범 청소년지도자 및 청소년 포상
- 청소년관련 도서출판 및 정보지원
- 청소년관련 분야의 국제기구(WAY, AYC 등) 활동
- 청소년활동에 관한 조사·연구·지원
- 국제청소년센터 운영에 관한 사업
- 지방청소년단체협의회에 대한 협조 및 지원
- 외국 청소년단체와의 교류 및 지원
- 청소년지도자의 연수와 권익증진
- 남·북 청소년 및 해외교포 청소년과의 교류·지원

## 산하기구 및 역대 간부진

### 한국청소년단체협의회 청소년회의
한국청소년단체협의회 청소년회의는 여성가족부 소속 법인인 한국청소년단체협의회가 주최하는 회의체로서 총 구성인원은 50명 내외다. 선발방식은 회원단체 추천(청소년참여위원회, 청소년대표자 모임 임원 등 대표성을 갖춘 청소년)과 공개모집(청소년 관련 기관, 단체, 시설 등 청소년참여위원회, 청소년운영위원회 임원 등 대표성을 갖춘 청소년, 각 대학 청소년관련학과 대표자 등 대표성을 갖춘 학생, 기타 청소년자치활동에 관심이 있는 일반청소년) 등으로 모집해 구성한다. 의장, 부의장, 서기, 총무 등 의장단은 위원의 호선으로 선발한다.

### 한국청소년단체협의회 청소년 기자
한국청소년단체협의회 청소년기자는 회원단체 추천(청소년참여위원회, 청소년대표자 모임 임원 등 대표성을 갖춘 청소년)과 공개모집(청소년 관련 기관, 단체, 시설 등 청소년참여위원회, 청소년운영위원회 임원 등 대표성을 갖춘 청소년, 각 대학 청소년관련학과 대표자 등 대표성을 갖춘 학생, 기타 청소년자치활동에 관심이 있는 일반청소년) 등으로 모집해 구성한다. 단장, 부단장, 에디터, 기자으로 구성되었다.

## 조직

### 한국청소년단체협의회장
- 총회
  - 이사회
- 감사

#### 사무총장
- 실무위원회
- 청소년회의
- 행정지원본부
- 협력활동본부
- 국제청소년센터 센터운영사업단

## 같이 보기
- 국가청소년위원회
- 여성가족부
- 대한민국의 청소년의회